# Trichodes heydeni
Trichodes heydeni es una especie de escarabajo del género Trichodes, familia Cleridae, orden Coleoptera. Fue descrita científicamente por Escherich en 1892.
La especie se mantiene activa durante los meses de mayo y junio.

## Distribución
Se distribuye por Turquía, Irán y Azerbaiyán.